# Iričići
Iričići (cyr. Иричићи) – wieś w Serbii, w okręgu rasińskim, w gminie Brus. W 2011 roku liczyła 31 mieszkańców.